# Врчва
Врчва (реч старословенског порекла; тур. ћуп) је је стари назив за велики глинени суд, запремине 50 – 200 литара, у коме се поред жита могла држати туршија и вино. Овај суд се користио са поклопцем (дрвеним или каменим) или без њега. Служили су и за оставу жита за време ратова и сеоба, јер су за дуже време могле сачувати залихе. Познато је да су у старој Грчкој били у употреби и велики дрвени судови и глинени судови, звани „питоси“ – врчве, које су биле старије и користиле су се пре дрвених судова. За разлику од врчве, врч представља много мањи суд, за пиће, обично земљани, са дршком.